# Флогистон
Флогисто́н (от греч. φλογιστός «горючий, воспламеняемый») в истории химии — гипотетическая «сверхтонкая материя», «огненная субстанция», якобы наполняющая все горючие вещества и высвобождающаяся из них при горении.

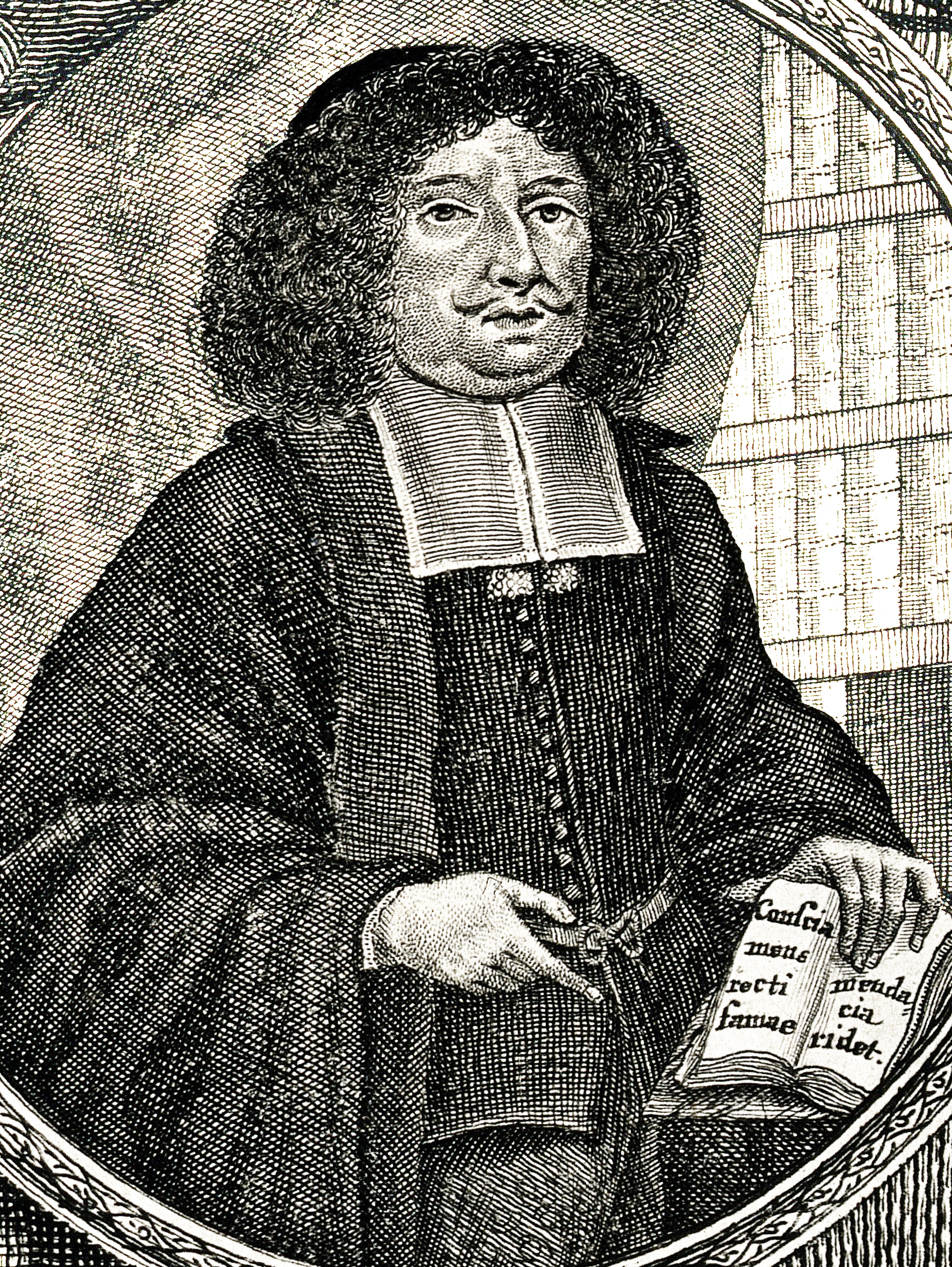
Иоганн Иоахим Бехер.

Термин введён в 1667 году Иоганном Бехером и в 1703 году Георгом Шталем для объяснения процессов горения. Флогистон представляли как невесомый флюид, улетучивавшийся из вещества при сжигании. В то время считалось, что металл — это соединение «земли» (оксида металла) с флогистоном, и при горении металл разлагается на «землю» и флогистон, который смешивается с воздухом и не может быть отделён от него. Открытое позже увеличение массы металла при прокаливании начали объяснять отрицательной массой флогистона. Способность выделять флогистон из воздуха приписывали растениям.
Теория флогистона опровергнута, но внесла вклад в развитие науки постановкой актуальных вопросов. Роль термина «флогистон» показывают работы по истории науки.

## Флогистон и открытие газов
Химики XVI и XVII веков достаточно часто упоминали о выделении газа при воздействии кислот на металлы. Первым собрал и исследовал выделяющийся газ Генри Кавендиш только в 1766 году. Будучи сторонником теории флогистона, Кавендиш сначала полагал, что этот газ, по причине его горючести и лёгкости, и есть чистый флогистон, однако, вскоре отказался от этой идеи. Уже позже, в 1783 году, Антуан Лавуазье, проведя исследование воды, доказал сложность её состава, а в 1787 году определил «горючий воздух» как новый химический элемент, который теперь известен как водород.
Поскольку горение прекращается либо после сгорания горящего вещества, либо после сгорания воздуха в объёме, в котором было заключено вещество, какое-то время воздух был частью теории. Считалось, что флогистон покидает горящее тело и поглощается воздухом. В 1772 году Даниель Рутерфорд (ученик Джозефа Блэка) обнаружил азот, и использовал теорию флогистона для объяснения своего открытия. Остаток воздуха, оставленного после горения, фактически являющийся смесью азота и углекислого газа, иногда упоминался как «phlogisticated air» (флогистированный воздух).
После обнаружения кислорода его назвали «dephlogisticated air» (дефлогистированный воздух), как вещество, способное к объединению с большим количеством флогистона и способное поддерживать горение дольше, чем обычный воздух.

## Значение флогистона для химии. Научная полемика
Гипотеза флогистона была первой теорией в химии и позволила обобщить множество реакций. Это было заметным шагом на пути становления химии как науки. В 1770-х годах теория флогистона была опровергнута благодаря работам Антуана Лавуазье, после которых её сменила другая — кислородная теория горения. В своей работе «Структура научных революций» Томас Кун рассматривает этот переход и приводит его как пример научной революции.
Хотя доказательства Лавуазье были абсолютно понятны, его идеи встретили упорное сопротивление среди некоторых учёных. Одним из таких являлся Ричард Кирван, который долгое время являлся одним из самых убеждённых сторонников флогистонной теории, и даже после работ Лавуазье полагал, что «воспламеняющийся воздух» (водород) представляет собой чистый флогистон, выделяемый при определённых условиях из металлов. Металлы, по мнению Кирвана, состояли из металлических известей и «воспламеняющегося воздуха». В 1787 году Кирван опубликовал «Очерк о флогистоне и о конституции кислот», в котором выступил против основных положений кислородной теории Лавуазье и отстаивал флогистические воззрения. Эта работа стала широко известна благодаря переводу на французский язык, выполненному женой Лавуазье, Анной Марией. Антифлогистическую химию Кирван признал лишь в 1792 году. Он написал тогда К. Бертолле следующие строки: «После десятилетних усилий я складываю оружие и оставляю флогистон. Я вижу теперь ясно, что нет ни одного надёжного опыта, который бы доказывал образование „фиксируемого воздуха“ из водорода (флогистона) и кислорода, а при этих обстоятельствах невозможно далее считать справедливой флогистическую систему». Л. Крелль в своём ответе на это письмо писал, что он не сразу поверил своим глазам, увидев «отречение» Кирвана. Тем не менее Кирван далеко не полностью принял все положения антифлогистической химии. Даже в 1800 году он высказывал такие замечания по поводу номенклатуры антифлогистиков, которые не оставляют сомнения в том, что он продолжал поддерживать многие положения теории флогистона.
Из известных учёных того времени дольше всех оставался верным теории флогистона Дж. Пристли. Он до своей смерти в 1803 году ревностно выступал в её защиту, несмотря на открытия эпохи химической революции, полностью опровергавшие эту теорию. По словам Ж. Кювье, «он, не падая духом и не отступая, видел, как самые искусные бойцы старой теории переходят на сторону её врагов. И когда Кирван уже после всех изменил флогистону, Пристли остался один на поле сражения и послал новый вызов своим противникам в мемуаре, адресованном им к первым французским химикам».